# Roland de Groot
Roland de Groot (Batavia, 5 december 1939) is een Nederlands decor- en kostuumontwerper.

## Biografie

### Jeugd
Roland de Groot werd geboren op 5 december 1939 in Batavia (Java) Nederlands-Indië. Hij is de vijf jaar oudere broer van zanger Boudewijn de Groot. Zijn moeder, Sophie Elisabeth Saueressig, overleed kort na de bevrijding in het Japanse interneringskamp Tjideng. Na de oorlog, in 1946, keerde het gezin terug naar Nederland, waar de kinderen, Roland, zijn broer en zijn zus, in verschillende gezinnen werden ondergebracht, zodat zijn vader kon terugkeren naar Indië. Zo kwam De Groot terecht in het gezin van een tante in Haarlem.
In 1951 keerde De Groots vader voorgoed terug uit Indië, waarna hij in Nederland hertrouwde. Het gezin werd herenigd in 1952 en vestigde zich in de César Francklaan te Heemstede. Na zijn middelbare school deed hij een vervolgopleiding "plastische reclame" aan de Kunstnijverheidsschool in Amsterdam.

### Carrière
De Groot kwam begin jaren zestig in contact met Marten Toonder waar hij decors van poppenfilms ontwerpt. hierna werkte hier voor een enige periode bij Belvision in Brussel waar hij achtergronden voor tekenfilms ontwerpt. 
In 1963 maakte hij onder meer decors voor de jeugdseries Pipo de clown en Flip de tovenaarsleerling. Hij werkte in het midden van de jaren zestig samen met regisseur Bob Rooyens mee aan de tv-series Nieuwe oogst, Moef Ga Ga en de Liesbeth List-show. Later werkte hij ook met Rob Touber mee aan het programma Aaah-dele.
Zijn grote doorbraak kreeg hij begin jaren zeventig voor het ontwerp van het decor voor het Eurovisiesongfestival in 1970. In 1983 vroeg producent Joop van den Ende hem om decors te maken voor de 1-2-3-show van Rudi Carrell en Ted de Braak. Hierna was hij tot 1998 in dienst bij de NOS als ontwerper. In 2004 werd hij door het Ouwehands Dierenpark gevraagd om de aankleding van het park te vernieuwen.

## Televisieprogramma's en speelfilms
Dit is een selectie met televisieprogramma's en speelfilms waarbij De Groot het decor ontwierp. 
- (1963) Pipo de clown
- (1963) Flip de tovenaarsleerling
- (1963) K-wartaal
- (1963) 'T is in de maand van mei, ja ja
- (1963) Driekwart in de middag
- (1963) De donor
- (1963) Lekker gek doen
- (1963) 40 jaar dans
- (1963) Logboek
- (1963) Pipo en de waterlanders
- (1963) The cellar rockers
- (1963) Dappere Dodo
- (1964) Met vuur spelen
- (1964) Françoise Hardy
- (1964) Gouden oogst
- (1964) Dominee's liefhebberij
- (1964) Combo
- (1964) 'n Avondje uit met … Corry
- (1965) Op reis met Willie
- (1965) Ene nachtegaal
- (1965) 'T is all Rix
- (1965) Nieuwe oogst
- (1965) Zeg maar Jacco
- (1965) Hannibal
- (1965) Sur un air de Paris
- (1965) Moef Ga Ga
- (1966) De kleine muizen
- (1966) Aai poes!
- (1968) Aaah-dele
- (1968) Pinocchio
- (1968) Sinterklaas is jarig
- (1969) Transit
- (1969) Vrijdag
- (1970) De psychologische test
- (1970) Ik ken hem niet
- (1970) Dat verhaal van jou
- (1970) De Jasperina show
- (1970) Hotel 't Paradijs
- (1971) Kijktaarna
- (1971) Eva Bonheur
- (1971) Sex a la meuniere
- (1972) U spreekt met uw moordenaar
- (1972) Het oproer kraait
- (1972) Job
- (1972) Ti-Ta Tovenaar
- (1973) Eigentijds
- (1973) Pas de deux
- (1973) Turks fruit
- (1973) Wat een planeet
- (1975) Jouw wereld, mijn wereld
- (1975) Change the world
- (1975) Een rondje Amsterdam
- (1975) Johnny Kraaykamp show
- (1975) Keetje Tippel
- (1975) Esther Phillips show
- (1976) Lach om het leven
- (1977) Soldaat van Oranje
- (1977) Niemand weet, niemand weet, dat ik Repelsteeltje heet
- (1978) Doctor Vlimmen
- (1978) De verlegen versierder
- (1978) Martine
- (1978) Pastorale 1943
- (1979) Een pak slaag
- (1979) Een pak slaag
- (1979) Grijpstra & De Gier
- (1980) Zullen we handhaven?
- (1981) Pubertijd
- (1983) De zwarte ruiter
- (1983) 1-2-3-show
- (1984) It's all in de game
- (1984) De vierde man
- (1985) De sprong
- (1985) Sterrenslag
- (1985) Ni Hao - Chinese taal en cultuur
- (1985) Showbizzquiz
- (1987) Moordspel
- (1987) Het gala van de eeuw
- (1987) Terug naar Oegstgeest
- (1988) Voor het doek opgaat
- (1988) Showmasters
- (1989) Saltimbank
- (1989) Gala voor André
- (1989) Hartengala
- (1989) Spijkerhoek
- (1990) Simone's kerstshow
- (1990) Holidayshow
- (1990) Onroerend goed show
- (1992) Zaterdagavondcafé
- (1993) Honeymoonquiz
- (1993) Oeroeg
- (1993) Ron's tweede jeugd show
- (1993) Vrouwenvleugel
- (1994) Moppentoppers
- (1994) Samsam
- (2002) Snapshots
- (2006) Zwartboek
- (2012) Steekspel